# Tempo medio di indisponibilità
Il significato della sigla MDT è Mean Down Time, traducibile in italiano come tempo medio di indisponibilità.
L'MDT è il valore medio atteso del tempo di indisponibilità, dove il tempo di indisponibilità è l'intervallo di tempo durante il quale un'entità si trova in uno stato di indisponibilità. 
Questo indicatore misura la media del tempo di fermata di un sistema indipendentemente dalle cause che l'hanno prodotta, ossia indipendentemente che la fermata sia programmata oppure sia causata da un guasto.